# بينثيوكارب
بينثيوكارب (بالإنجليزية: Benthiocarb)‏ هو مثبط كولينستيراز ثيوكربامات يستخدم كمبيد للأعشاب.صيغته الكيميائية C12H16ClNOS ووزنه الجزيئي 257.78 جرام/مول.قابليته للذوبان في الماء قليلة.